# Montes Pyrenaeus
Die Montes Pyrenaeus sind ein Gebirgszug auf dem Erdmond – benannt nach den Pyrenäen der französisch-spanischen Grenze entlang. Am nordöstlichen Ende liegt der mit Lava überschwemmte Krater Gutenberg. Dort grenzt das Gebirge auch an das Mare Nectaris. Ein Vergleich: Das Ostende der irdischen Pyrenäen liegt am Mittelmeer. Johann Heinrich von Mädler gab den lunaren Pyrenäen, deren Mittelpunkt bei 15° S / 41° O liegt, ihren Namen.